# جون ريان (سياسي أسترالي، مواليد 1956)
جون ريان (بالإنجليزية: John Ryan)‏ هو مدرس وسياسي أسترالي، ولد في 20 سبتمبر 1956 في كندا. نشط حزبياً في الحزب الليبرالي الأسترالي. وقد انتخب عضو المجلس التشريعي نيو ساوث ويلز (25 مايو 1991 – 23 مارس 2007).